# Franjo Braum (financijski stručnjak)
Franjo Braum (Inđija, 10. prosinca 1872. – Zagreb, 3. studenoga 1935.), hrvatski financijski stručnjak, visoki upravni i sindikalni dužnosnik i diplomat

## Životopis
Rođen u Inđiji. Radio kao financijski i porezni savjetnik. Kritizirao je sprovedbu Hrvatsko-ugarske nagodbe i branio je ekonomsko-financijske interese Hrvatske u toj nagodbi. Nije se slagao s režimom bana Pavla Raucha. Zbog toga je više puta izgubio posao u državnoj službi.
Godine 1918. bio je voditelj financijskog odjela zagrebačke općine. Sanirao je s uspjehom gradske financije te je općina izašla iz rata bez dugova. Poslije je ušao u visoku politiku. Bio je povjerenik Narodnog vijeća. Njegov je resor bila uprava financijskih poslova za Hrvatsku, Slavoniju i Istru. Državnu je službu napustio zbog nezadovoljstva političkim okolnostima. Koncem iste godine čelna je osoba Hrvatsko-slavonskoga taninskog sindikata. Iz visoke politike nije se mnogo udaljio. Sljedeće je 1919. godine prešao i u diplomaciju te je surađivao na mirovnoj konferenciji u Parizu. Uređivao je reviju Privredni arhiv, čiji je bio izdavač. Napisao knjige o izravnim porezima. Istaknuta djela su: Priručnik za državne izravne poreze, I–II (1904.) i Novi državni izravni porezi (1912.).